# 加藤朱々
加藤 朱々（かとう しゅしゅ）は、日本の漫画家。

## 略歴
- 2013年 - 第542回別マまんがスクールにおいて『オトメスピリッツ』がデビュー賞を受賞。この作品が『別冊マーガレットsister』に掲載されデビューした。

## 作品リスト

### 漫画
全て集英社、マーガレットコミックス（DIGITAL）から刊行されている。
- ピエロとライオン（2017年7月25日発売[1][2]、『別冊マーガレットsister』2017年1月増刊号冬フェスVol.1 - 3月増刊号冬フェスVol.3、ISBN 978-4-08-845793-2、全1巻）
  - スイートシネマポップ（『別冊マーガレット』2015年8月号別冊ふろく『dcolle』4号）
  - ピエロとライオン おまけショート（描きおろし）
- ビケ☆さん〜乙女ゲームのシナリオライターがイケメンばかりの三国志ゲームに召喚されました〜（原作：後白河安寿、『デジタルマーガレット』2021年9月3日配信[3] - 2022年5月20日配信[4]、全10巻）
  1. 2021年12月1日発売[5]
  2. 2021年12月1日発売[6]
  3. 2021年12月1日発売[7]
  4. 2022年1月1日発売[8]
  5. 2022年2月1日発売[9]
  6. 2022年3月1日発売[10]
  7. 2022年4月1日発売[11]
  8. 2022年5月1日発売[12]
  9. 2022年6月1日発売[13]
  10. 2022年7月1日発売[14]

### イラスト
集英社コバルト文庫から刊行されている。
- 【電子オリジナル】ビケ☆さん〜乙女ゲームのシナリオライターがイケメンばかりの三国志ゲームに召喚されました〜（2021年8月26日発売[15][16]、原作：後白河安寿、イラスト：加藤朱々）

### 単行本未収録作品
- オトメスピリッツ（『別冊マーガレットsister』2013年9月増刊号、デビュー作）
- ナンバーロマンス（『別冊マーガレットsister』2013年12月増刊号）
- 毒と甘い涙（『ザ マーガレット』2014年4月号）
- スキスキ（『ザ マーガレット』2014年6月号）
- 王子とミスキャスト（『別冊マーガレット』2014年7月号別冊ふろく『moi!』5号）
- うそつきユニオン（『別冊マーガレットsister』2014年11月増刊号）
- いばらのときめき（『ザ マーガレット』2015年2月号）
- 初恋こじらせました（『別冊マーガレットsister』2016年7月増刊号）
- あまからなふたり（『別冊マーガレット』2016年12月号別冊ふろく『変身男子』）
- 召使いの恋（『別冊マーガレット』2018年3月号別冊ふろく『別マsister spring』）
- 明日もいつもの電車に乗って（『ザ マーガレット』2018年10月号）
- かまわれたくなくない（『別冊マーガレット』2019年4月号）
- 星降る2555日（『別冊マーガレット』2020年7月号別冊ふろく『Zoom in♥な恋』）
- 桜のような僕の恋人（原作：宇山佳佑、作画：加藤朱々、『LINEマンガ』2022年11月15日配信[17] - 連載中）